# Berezna (obwód czernihowski)
Berezna (ukr. Березна) – osiedle typu miejskiego na Ukrainie, w obwodzie czernihowskim, w rejonie czernihowskim, siedziba hromady. W 2001 liczyło 5422 mieszkańców, spośród których 5302 wskazało jako ojczysty język ukraiński, 113 rosyjski, 1 mołdawski, 5 białoruski, a 1 romski.

## Urodzeni
- Iwan Towstucha